# Androsace apus
Androsace apus là một loài thực vật có hoa trong họ Anh thảo. Loài này được Franch. ex R.Knuth mô tả khoa học đầu tiên năm 1905.